# ForestGuard
ForestGuard (dříve Brouk) je online aplikace pro identifikaci kůrovce prostřednictvím snímků z dronu. Aplikace ForestGuard slouží k detekci stromů napadených lýkožroutem smrkovým za pomocí dat získaných z bezpilotních leteckých prostředků, neboli dronů. Detekce využívá analytické nástroje geoinformačních systémů z platformy Esri.

## Historie

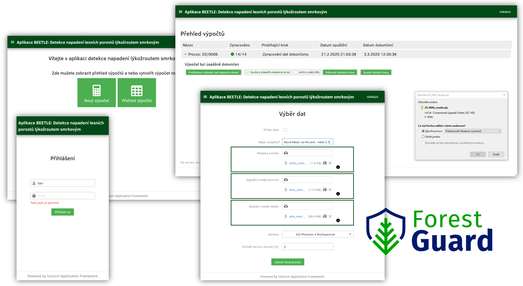
Aplikační prostředí ForestGuard.

Projekt, který si kladl za úkol včas rozpoznat konkrétní smrkové stromy, jež byly napadeny lýkožroutem smrkovým, odstartoval v roce 2018. Aplikaci ForestGuard vyvinuli odborníci z České zemědělské univerzity v Praze společně s vývojáři ze společnosti Unicorn.

## Funkce

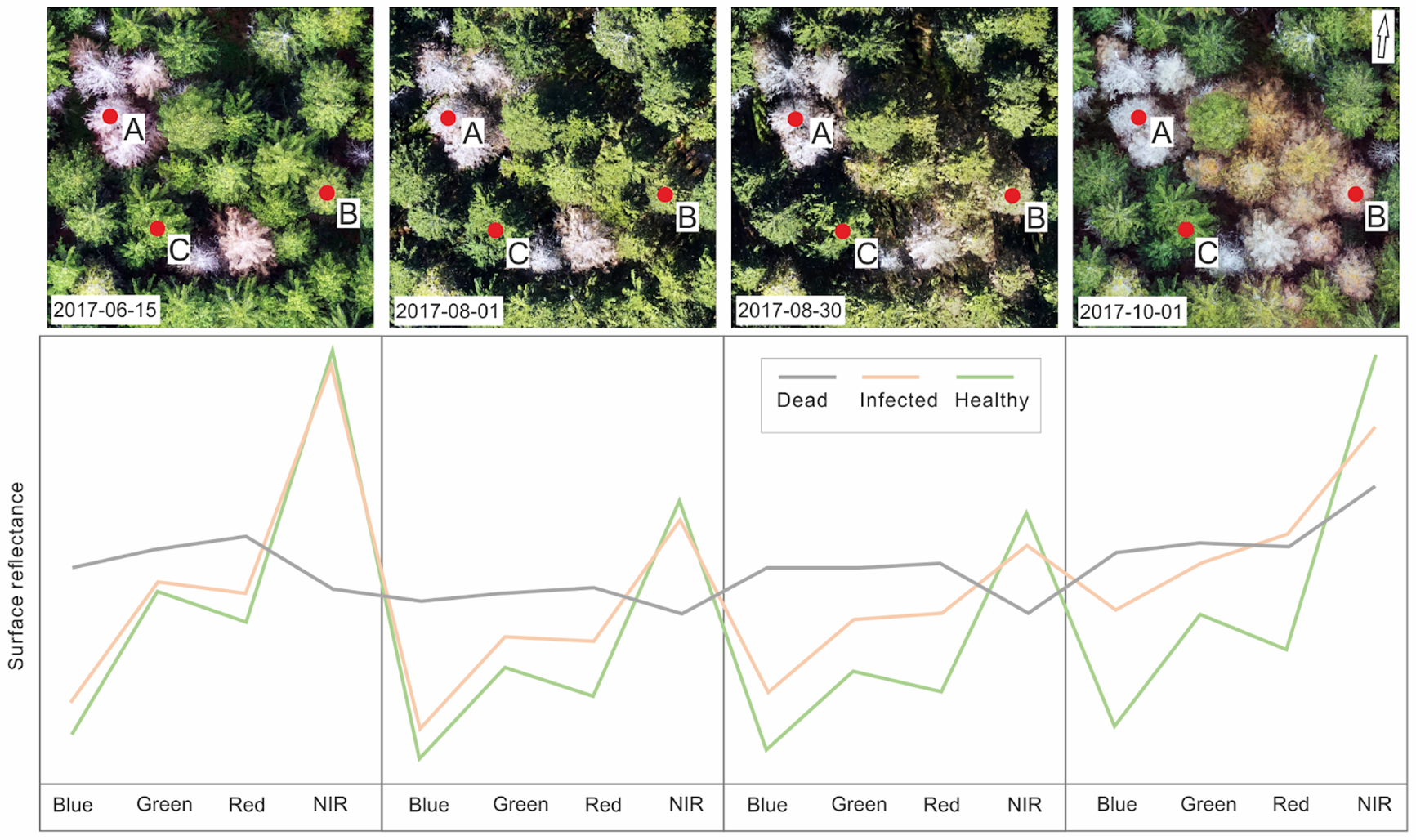
Spektrální odrazivost korun stromů v časových řezech (A = uschlý, B = napadený, C = zdravý)

Podstatou detekce je změna spektrálních vlastností zájmového stromu. S klesajícím množstvím chlorofylu v jehlicích se mění odrazivost stromu v různých pásmech elektromagnetického spektra a skrze vegetační indexy lze pak hodnotit jeho zdravotní stav. S pomocí specializovaných nástrojů, které nabízejí geoinformační systémy a programy pro vyhodnocení dat dálkového průzkumu země, lze s určitou mírou spolehlivosti detekovat napadený strom ještě dříve, než se útok kůrovce projeví vizuálně.

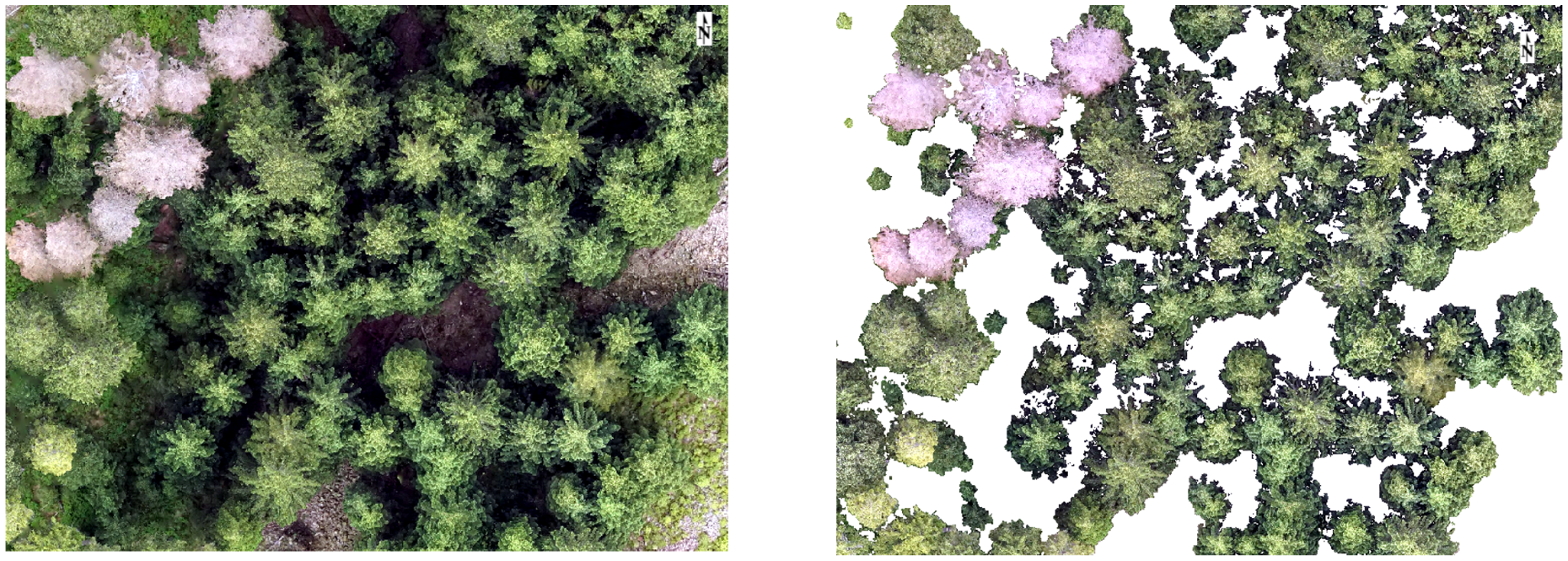
Jedním z kroků zpracování je maskování zastíněných oblastí v ortofotomapě.

Aplikace ForestGuard se skládá ze tří hlavních částí, a to z datového úložiště, procesního zpracovatelského modulu, který běží na pozadí, a z aplikace samotné, kterou vidí uživatel ve svém internetovém prohlížeči.